# The Thursday Murder Club
The Thursday Murder Club ist ein Spielfilm aus dem Jahr 2025 mit Helen Mirren, Pierce Brosnan, Ben Kingsley und Celia Imrie, der unter der Regie von Chris Columbus entstand. Das Drehbuch der Krimikomödie von Katy Brand und Chris Columbus basiert auf dem gleichnamigen, 2020 veröffentlichen Roman von Richard Osman, der auf Deutsch unter dem Titel Der Donnerstagsmordclub erschienen ist.

## Handlung
In einer Seniorenresidenz treffen Elizabeth, Ron, Ibrahim und Joyce aufeinander, die mit dem Lösen von Kriminalfällen ein gemeinsames Hobby verbindet. Die Vier bilden den sogenannten Donnerstagsmordclub. Elizabeth ist eine ehemalige Spionin, Ibrahim war als Psychiater tätig, Ron war früher Gewerkschafter und Joyce ist eine ehemalige Krankenschwester. 
Zunächst handelt es sich um eine spielerische Beschäftigung, bis tatsächlich ein Mord in ihrer Umgebung geschieht. Die vier Amateurdetektive nehmen die Ermittlungen auf und geraten dabei selbst ins Visier des Täters.

## Produktion und Hintergrund
Der Film wurde von Amblin Entertainment, Jennifer Todd Pictures und Maiden Voyage Pictures produziert, als Produzent fungierten Jennifer Todd, Steven Spielberg und Chris Columbus. Die Dreharbeiten fanden ab Juni 2024 in Großbritannien statt, gedreht wurde unter anderem in den Shepperton Studios sowie in Beaconsfield.
Die Kamera führte Don Burgess, die Montage verantwortete Dan Zimmerman, die Musik schrieb Thomas Newman. Das Production-Design gestaltete James Merifield und das Kostümbild Joanna Johnston.
Richard Osman, der Autor der Romanvorlage, ließ sich von Besuchen in der Seniorenresidenz seiner Mutter inspirieren. Die Hauptdarsteller Pierce Brosnan und Helen Mirren standen auch für die im Mai 2025 auf Paramount+ veröffentlichten Serie MobLand – Familie bis aufs Blut von Regisseur Guy Ritchie gemeinsam vor der Kamera. In den USA erhielt der Film ein PG-13-Rating.

## Veröffentlichung
Premiere war am 14. August 2025 im The Paris Theater in New York City.
Im Vereinigten Königreich soll der Film am 22. August 2025 in ausgewählte Kinos kommen. Die Veröffentlichung auf Netflix ist für den 28. August 2025 vorgesehen.